# NGC 6352
NGC 6352（Caldwell 81）は、さいだん座にある球状星団である。
集中度は粗く、星団内の個々の星を分離して観望するには、口径15cmの望遠鏡が必要である。